# Lupara (arme)
Pour les articles homonymes, voir Lupara (homonymie).

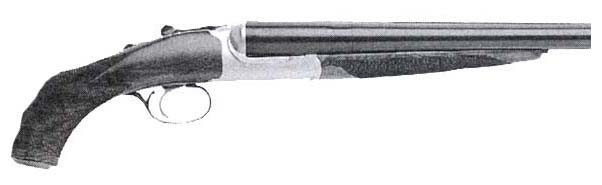
Un exemple de lupara saisi par le BATF lors d'une perquisition.

La lupara est un type d'arme à feu, consistant en un fusil de chasse à deux canons lisses juxtaposés qui ont été sciés pour en faciliter l'utilisation dans la végétation et pour être dissimulé sous un manteau en milieu urbain. C'est une des armes à feu les plus anciennes utilisées en Sicile. Les munitions sont des cartouches généralement de calibre 12 ou de calibre 16. Le nom « lupara », de l'italien, vient du fait que cette arme était souvent utilisée pour chasser le loup. Elle fut connue pour son utilisation dans les vendettas par la Cosa nostra (la mafia sicilienne) et contre les armées de Mussolini durant la Seconde Guerre mondiale.
On parle de Lupara bianca quand le corps de la victime n'est pas retrouvé. 
Généralement, le fait de tuer une personne avec une lupara signifie que celle-ci avait trahi sa famille (c'est-à-dire son « clan » mafieux).